# كلير أرمسترونغ
كلير أرمسترونغ (بالإنجليزية: Claire Armstrong)‏ هي عالمة فلك بريطانية، ولدت في القرن العشرين.